# Lijst van voetbalinterlands Griekenland - Israël
Deze lijst van voetbalinterlands is een overzicht van alle officiële voetbalwedstrijden tussen de nationale teams van Griekenland en Israël. De landen speelden tot op heden zeventien keer tegen elkaar. De eerste ontmoeting, een kwalificatiewedstrijd voor het Wereldkampioenschap voetbal 1938, werd gespeeld in Tel Aviv op 22 januari 1938. Israël speelde toen nog onder de naam Palestina. Zowel de Israëlische voetbalbond als de Palestijnse voetbalbond rekenen deze wedstrijd bij hun historische duels. Het laatste duel, een kwalificatiewedstrijd voor het Europees kampioenschap voetbal 2012, vond plaats op 2 september 2011 in Tel Aviv.

## Wedstrijden
| №  | Plaats    | Datum             | Competitie           | Wedstrijd                             | Uitslag |
| -- | --------- | ----------------- | -------------------- | ------------------------------------- | ------- |
| 1  | Tel Aviv  | 22 januari 1938   | WK 1938 kwalificatie | Mandaatgebied Palestina – Griekenland | 1 – 3   |
| 2  | Athene    | 20 februari 1938  | WK 1938 kwalificatie | Griekenland – Mandaatgebied Palestina | 1 – 0   |
| 3  | Athene    | 1 november 1953   | WK 1954 kwalificatie | Griekenland – Israël                  | 1 – 0   |
| 4  | Ramat Gan | 8 maart 1954      | WK 1954 kwalificatie | Israël – Griekenland                  | 0 – 2   |
| 5  | Tel Aviv  | 12 maart 1969     | Vriendschappelijk    | Israël – Griekenland                  | 3 – 3   |
| 6  | Patras    | 22 september 1976 | Vriendschappelijk    | Griekenland – Israël                  | 0 – 1   |
| 7  | Ramat Gan | 26 januari 1977   | Vriendschappelijk    | Israël – Griekenland                  | 1 – 1   |
| 8  | Ramat Gan | 14 februari 1979  | Vriendschappelijk    | Israël – Griekenland                  | 4 – 1   |
| 9  | Athene    | 9 oktober 1984    | Vriendschappelijk    | Griekenland – Israël                  | 2 – 2   |
| 10 | Tel Aviv  | 9 januari 1985    | Vriendschappelijk    | Israël – Griekenland                  | 0 – 2   |
| 11 | Athene    | 28 maart 1990     | Vriendschappelijk    | Griekenland – Israël                  | 2 – 1   |
| 12 | Chalkis   | 24 januari 1996   | Vriendschappelijk    | Griekenland – Israël                  | 2 – 1   |
| 13 | Jeruzalem | 22 januari 1997   | Vriendschappelijk    | Israël – Griekenland                  | 1 – 1   |
| 14 | Ramat Gan | 28 maart 2009     | WK 2010 kwalificatie | Israël – Griekenland                  | 1 – 1   |
| 15 | Iraklion  | 1 april 2009      | WK 2010 kwalificatie | Griekenland – Israël                  | 2 – 1   |
| 16 | Piraeus   | 12 oktober 2010   | EK 2012 kwalificatie | Griekenland – Israël                  | 2 – 1   |
| 17 | Tel Aviv  | 2 september 2011  | EK 2012 kwalificatie | Israël – Griekenland                  | 0 – 1   |

## Samenvatting
| Competitie        | Totaal gespeeld | Winst Griekenland | Gelijk | Winst Israël | Doelsaldo Griekenland – Israël |
| ----------------- | --------------- | ----------------- | ------ | ------------ | ------------------------------ |
| WK-kwalificatie   | 6               | 5                 | 1      | 0            | 10 − 3                         |
| EK-kwalificatie   | 2               | 2                 | 0      | 0            | 3 − 1                          |
| Vriendschappelijk | 9               | 3                 | 4      | 2            | 14 − 14                        |
| Totaal            | 17              | 10                | 5      | 2            | 27 − 18                        |

## Details

### Zestiende ontmoeting
| Griekenland                                            | 2 – 1 | Israël            |
| Dimitrios Salpigidis 22' Giorgos Karagounis 63' (pen.) | goals | 59' Itay Shechter |

### Zeventiende ontmoeting
| Israël | 0 – 1 | Griekenland       |
|        | goals | 60' Sotiris Ninis |

EPO · A-internationals · Bondscoaches · Selecties · Grieks vrouwenelftal · Olympisch elftal · Griekenland U21 · Griekenland U20 · Griekenland U19 · Griekenland U18 · Griekenland U17 · Griekenland U16
1920 – 1929 ·
1930 – 1939 ·
1940 – 1949 ·
1950 – 1959 ·
1960 – 1969 ·
1970 – 1979 ·
1980 – 1989 ·
1990 – 1999 ·
2000 – 2009 ·
2010 – 2019 ·
2020 − 2029
EK 1980 · 
EK 2004 · 
EK 2008 · 
EK 2012
WK 1994 · 
WK 2010 · 
WK 2014
OS 1920 · 
OS 1952 · 
OS 2004
1920 · 
1921–1928 · 
1929 · 
1930 · 
1931 · 
1932 · 
1933 · 
1934 · 
1935 · 
1936 · 
1937 · 
1938 · 
1939–1947 · 
1948 · 
1949 · 
1950 · 
1952 · 
1952 · 
1953 · 
1954 · 
1955 · 
1956 · 
1957 · 
1958 · 
1959 · 
1960 · 
1961 · 
1962 · 
1963 · 
1964 · 
1965 · 
1966 · 
1967 · 
1968 · 
1969 · 
1970 · 
1971 · 
1972 · 
1973 · 
1974 · 
1975 · 
1976 · 
1977 · 
1978 · 
1979 · 
1980 · 
1981 · 
1982 · 
1983 · 
1984 · 
1985 · 
1986 · 
1987 · 
1988 · 
1989 · 
1990 · 
1991 ·
1992 · 
1993 · 
1994 · 
1995 · 
1996 · 
1997 · 
1998 · 
1999 · 
2000 · 
2001 · 
2002 · 
2003 · 
2004 · 
2005 · 
2006 · 
2007 · 
2008 · 
2009 · 
2010 · 
2011 · 
2012 · 
2013 · 
2014 · 
2015 · 
2016 · 
2017 · 
2018 ·
2019 ·
2020 ·
2021 ·
2022 ·
2023
Albanië ·
Argentinië ·
Armenië ·
Australië ·
België ·
Bolivia ·
Bosnië en Herzegovina ·
Brazilië ·
Bulgarije ·
Canada ·
Chili ·
Colombia ·
Costa Rica ·
Cyprus ·
Denemarken ·
DDR · 
Duitsland ·
Ecuador · 
Egypte ·
El Salvador ·
Engeland ·
Estland ·
Ethiopië ·
Faeröer ·
Finland ·
Frankrijk ·
Georgië ·
Ghana ·
Gibraltar ·
Honduras ·
Hongarije ·
Ierland ·
IJsland ·
Israël ·
Italië ·
Ivoorkust ·
Japan ·
Joegoslavië ·
Kameroen ·
Kazachstan ·
Kosovo ·
Kroatië ·
Letland ·
Libië ·
Liechtenstein ·
Litouwen ·
Luxemburg ·
Malta ·
Marokko ·
Mexico ·
Moldavië ·
Montenegro ·
Nederland ·
Nieuw-Zeeland ·
Nigeria ·
Noord-Ierland ·
Noord-Korea · 
Noorwegen ·
Oekraïne ·
Oostenrijk ·
Palestina ·
Paraguay · 
Polen ·
Portugal ·
Qatar ·
Roemenië ·
Rusland ·
San Marino ·
Saoedi-Arabië · 
Schotland ·
Senegal · 
Servië · 
Slovenië ·
Slowakije ·
Sovjet-Unie ·
Spanje ·
Syrië ·
Tsjechië ·
Tsjecho-Slowakije ·
Turkije ·
Verenigde Staten ·
Wales ·
Wit-Rusland · 
Zuid-Korea ·
Zweden ·
Zwitserland
Colombia (2014) · 
Costa Rica (2014) · 
Duitsland (2012) · 
Ivoorkust (2014) · 
Japan (2014) ·
Polen (2012) ·
Portugal (2004, 2) · 
Rusland (2008) ·
Rusland (2012) ·
Spanje (2008) ·
Tsjechië (2012) ·
Zuid-Korea (2010) ·
Zweden (2008)
IFA · A-internationals · Kwalificatiewedstrijden · Bondscoaches · Statistieken · Israëlisch vrouwenelftal · Olympisch elftal · Israël U21 · Israël U20 · Israël U19 · Israël U18 · Israël U17 · Israël U16
1934 – 1939 · 
1940 – 1949 · 
1950 – 1959 · 
1960 – 1969 · 
1970 – 1979 · 
1980 – 1989 · 
1990 – 1999 · 
2000 – 2009 · 
2010 – 2019 ·
2020 − 2029
WK 1970
1934 · 
1935–1937 · 
1938 · 
1939 · 
1948 · 
1941–1947 · 
1948 · 
1949 · 
1950 · 
1951–1952 · 
1953 · 
1954 · 
1955 · 
1956 · 
1957 · 
1958 · 
1959 · 
1960 · 
1961 · 
1962 · 
1963 · 
1964 · 
1965 · 
1966 · 
1967 · 
1968 · 
1969 · 
1970 · 
1971 · 
1972 · 
1973 · 
1974 · 
1975 · 
1976 · 
1977 · 
1978 · 
1979 · 
1980 · 
1981 · 
1982 · 
1983 · 
1984 · 
1985 · 
1986 · 
1987 · 
1988 · 
1989 · 
1990 · 
1991 · 
1992 · 
1993 · 
1994 · 
1995 · 
1996 · 
1997 · 
1998 · 
1999 · 
2000 · 
2001 · 
2002 · 
2003 · 
2004 · 
2005 · 
2006 · 
2007 · 
2008 · 
2009 · 
2010 · 
2011 · 
2012 · 
2013 · 
2014 · 
2015 ·
2016 ·
2017 ·
2018 ·
2019 ·
2020 ·
2021 ·
2022 ·
2023
Albanië · 
Andorra ·
Argentinië ·
Armenië ·
Australië ·
Azerbeidzjan ·
België ·
Bosnië en Herzegovina ·
Brazilië ·
Bulgarije ·
Chili ·
Colombia ·
Cyprus ·
Denemarken ·
Duitsland ·
Engeland ·
Estland ·
Ethiopië ·
Faeröer ·
Filipijnen ·
Finland ·
Frankrijk ·
Georgië ·
GOS ·
Griekenland ·
Guatemala ·
Honduras ·
Hongarije ·
Hongkong ·
Ierland ·
IJsland ·
India ·
Iran ·
Italië ·
Ivoorkust ·
Japan ·
Joegoslavië ·
Kosovo ·
Kroatië ·
Letland ·
Liechtenstein ·
Litouwen ·
Luxemburg ·
Maleisië ·
Malta ·
Mexico ·
Moldavië ·
Montenegro ·
Myanmar ·
Nederland ·
Nieuw-Zeeland ·
Noord-Ierland ·
Noord-Macedonië ·
Noorwegen ·
Oekraïne ·
Oezbekistan ·
Oostenrijk ·
Pakistan ·
Polen ·
Portugal ·
Roemenië ·
Rusland ·
San Marino ·
Schotland ·
Servië ·
Singapore ·
Slovenië ·
Slowakije ·
Sovjet-Unie ·
Spanje ·
Taiwan ·
Thailand ·
Tsjechië ·
Turkije ·
Uruguay ·
Verenigde Staten ·
Wales ·
Wit-Rusland ·
Zambia ·
Zuid-Afrika ·
Zuid-Korea ·
Zuid-Vietnam ·
Zweden ·
Zwitserland